# حمادي (بومرداس)
تقع بلدية حمادي بدائرة خميس الخشنة ولاية بومرداس تحدها شمالا بلدية الدار البيضاء وشرقا بلدية رويبة وجنوبا بلدية خميس الخشنة و غربا بلدية مفتاح وهي بلدية مرتفعة عن سطح البحر، تحتل موقعا استراتيجيا كونها تربط بين ثلاث ولايات بومرداس، الجزائر العاصمةو البليدة على التوالي، تعدادها السكاني حوالي 40546 مواطن  يمارس سكان بلدية حمادي نشاطات تجارية وصناعية متنوعة لتوفرها على عدة مصانع و فلاحية كون هذه البلدية لها موقع واراضي جيدة لهذا الغرض

## الملاعب
يضم إقليم هذه البلدية العديد من ملاعب كرة القدم ضمن اقليم البلدية، منها:
1. ملعب حمادي (الإحداثيات: 36°40′57″N 3°15′25″E / 36.6825649°N 3.2569911°E)

## مواضيع ذات صلة
- بلديات ولاية بومرداس
- دوائر ولاية بومرداس